# Precursores del cine
Antes del cinematógrafo muchos inventores intentaron crear mecanismos para reproducir imágenes en movimiento. La invención del cine fue la culminación de un largo proceso de experimentos sobre la obtención de vistas del mundo real, la proyección de imágenes y la persistencia de la visión en las retina, tesis que había presentado Peter Mark Roget en 1824 en la Royal Society de Londres. 
La obtención de imágenes se basa en el principio de la cámara oscura desarrollada en el siglo XVI en relación con la perspectiva renacentista. Por otro lado, los sistemas de proyección de imágenes se basan en la linterna mágica con la que Athanasius Kirscher proyectaba imágenes transparentes fijas. En 1798 Etiènne Robertson la usó para proyectar sus fantasmagorías y en época victoriana se convirtió en juguete de niños. 

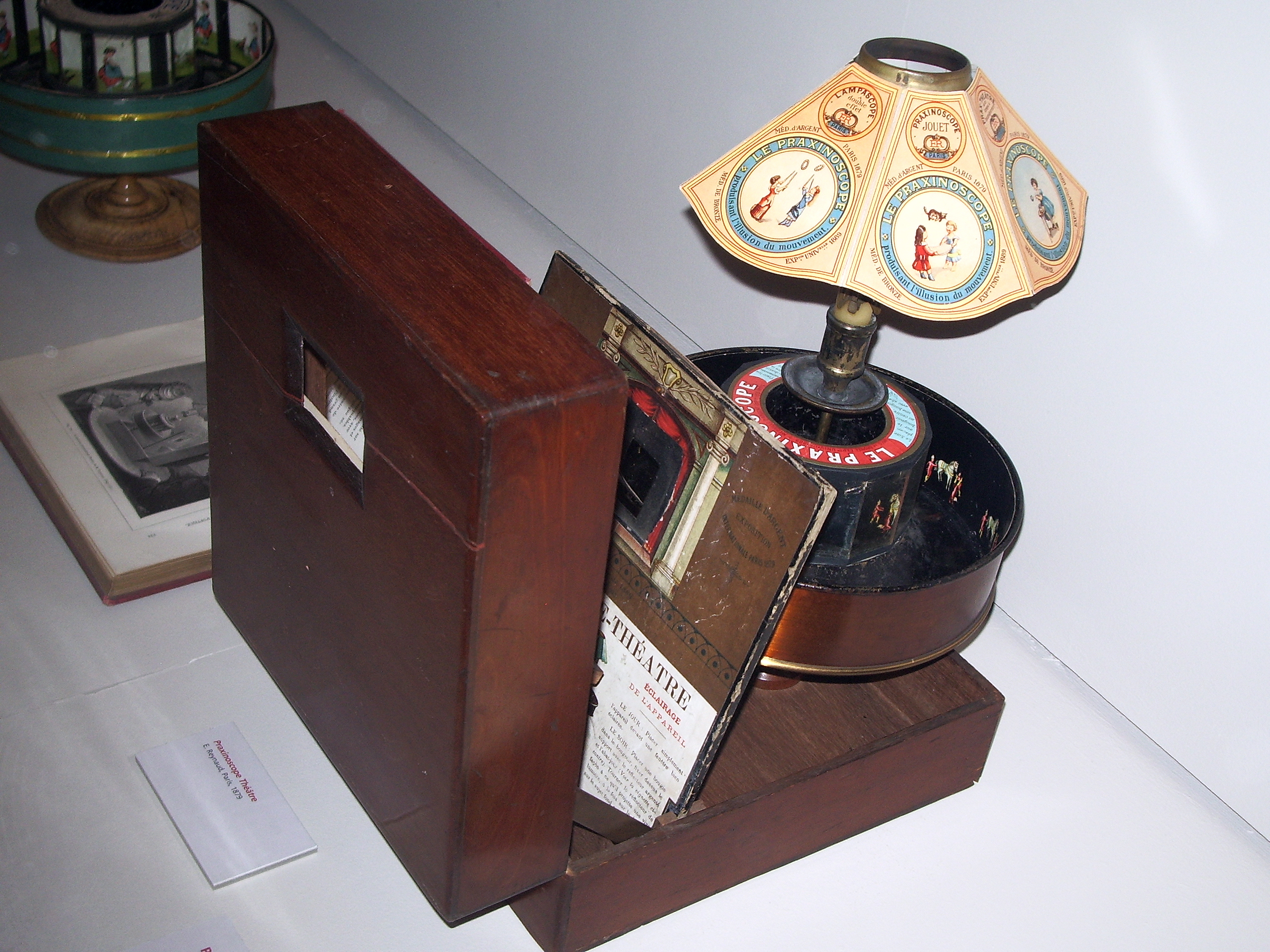
Praxinoscopio-teatro, de Émile Reynaud, 1879.

Además de la evolución de estos experimentos, se inventaron mecanismos para simular el movimiento de la realidad. Los aparatos fueron:
- Fenakitoscopio
- Estroboscopio
- Taumatropo
- Zoótropo
- Praxinoscopio
- Zoopraxiscopio
- Mutoscopio
- Teatro óptico

A pesar de la aparición de todos estos inventos, seguía pendiente el problema de fijar las imágenes obtenidas. Esto no se logró hasta 1827 con Nicéphore Niépce que logró captar una imagen fotografiada sobre una plancha de cinc impregnada con alquitrán, el cual, al exponerlo a la luz endurecía y las partes restantes se eliminaban con aceite de lavanda y petróleo. En las décadas de 1870 y 1880 los procedimientos fotográficos se van perfeccionando permitiendo sacar fotos en menos tiempo y en soportes más flexibles. 
El análisis fotográfico del movimiento se desarrolló así:
En 1872 Eadweard Muybridge descompuso el movimiento de un caballo a galope mediante 24 cámaras alineadas. En 1874 Jules Jansson registró el movimiento de los planetas con su revólver fotográfico y en 1882 Etiènne Jules Marey estudió el vuelo de las aves con su fusil fotográfico.
La unión de todos estos elementos (fotografía, análisis del movimiento y sistemas de proyección) facilitó la aparición del cine.
- Datos: Q6084198